# Konkordia Galicyjska
Konkordia Galicyjska – ugoda wewnątrz Kościoła katolickiego pomiędzy Kościołem łacińskim a Cerkwią unicką w Galicji regulująca relacje międzyobrządkowe, zatwierdzona 6 października 1863 przez papieża Piusa IX.
Główne zasady zawarte w Konkordii:
- konieczność zgody Stolicy Apostolskiej na zmianę obrządku,
- zakaz udzielania chrztu dzieciom rodziców innego obrządku,
- możliwość spowiedzi u kapłanów dowolnego rytu,
- zalecenie przyjmowania Komunii w obrządku własnym,
- błogosławienie małżeństw mieszanych w obrządku narzeczonej,
- wychowywanie potomstwa małżeństw mieszanych według płci.

W rzeczywistości ugoda pozostawała tylko na papierze.